# Yamdena
Yamdena – największa wyspa w archipelagu Tanimbar, należącym do Indonezji. Leży pomiędzy morzami Banda i Arafura. Otacza ją kilkadziesiąt mniejszych wysp i wysepek.
Powierzchnia wyspy wynosi ok. 3000 km². W roku 1997 wyspę zamieszkiwało 80 tysięcy mieszkańców.
Głównym miastem wyspy jest Saumlaki.
Mieszkańcy wyspy posługują się językiem yamdena.